# Mortel

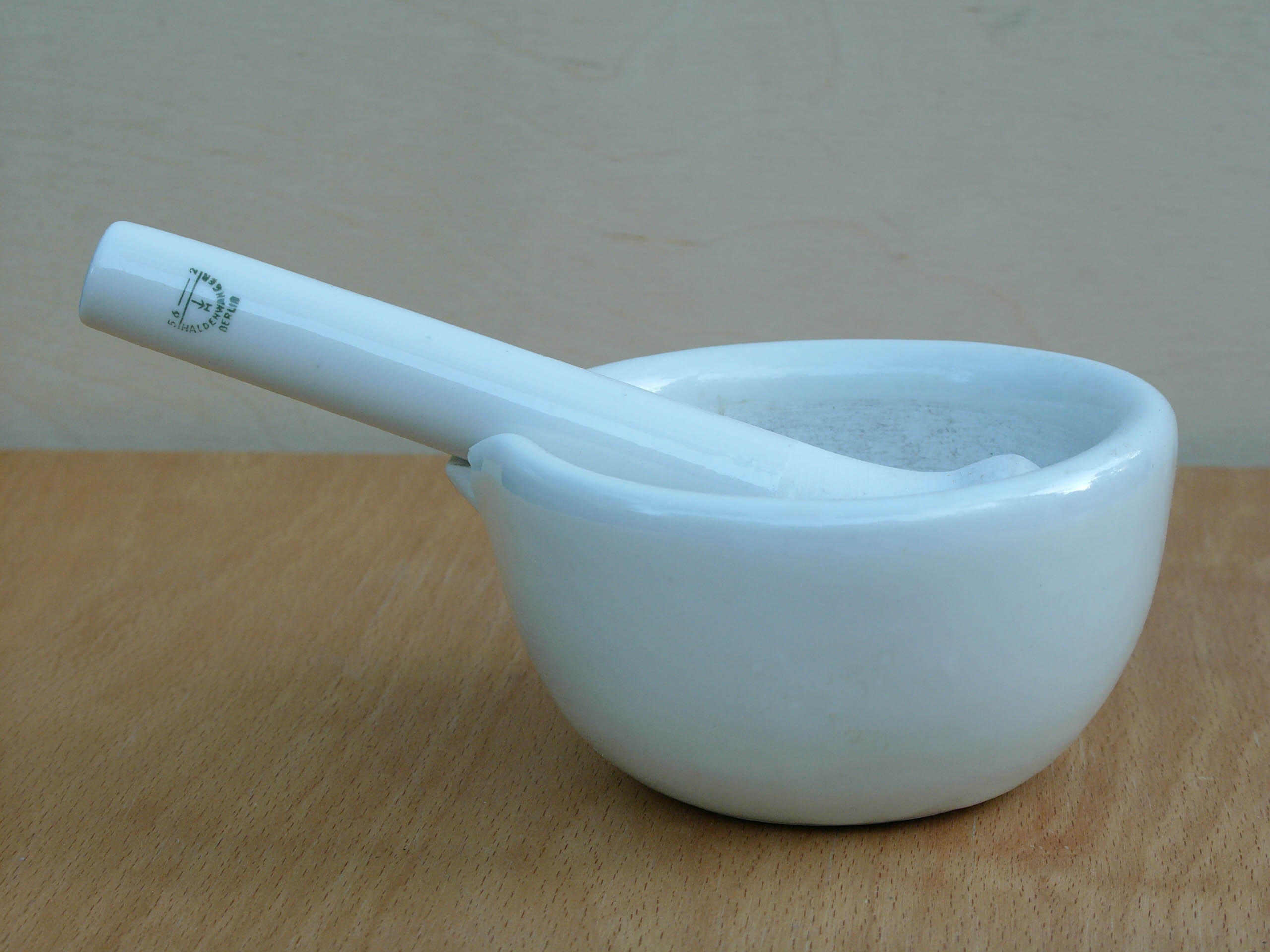
Mortel med mortelstöt.

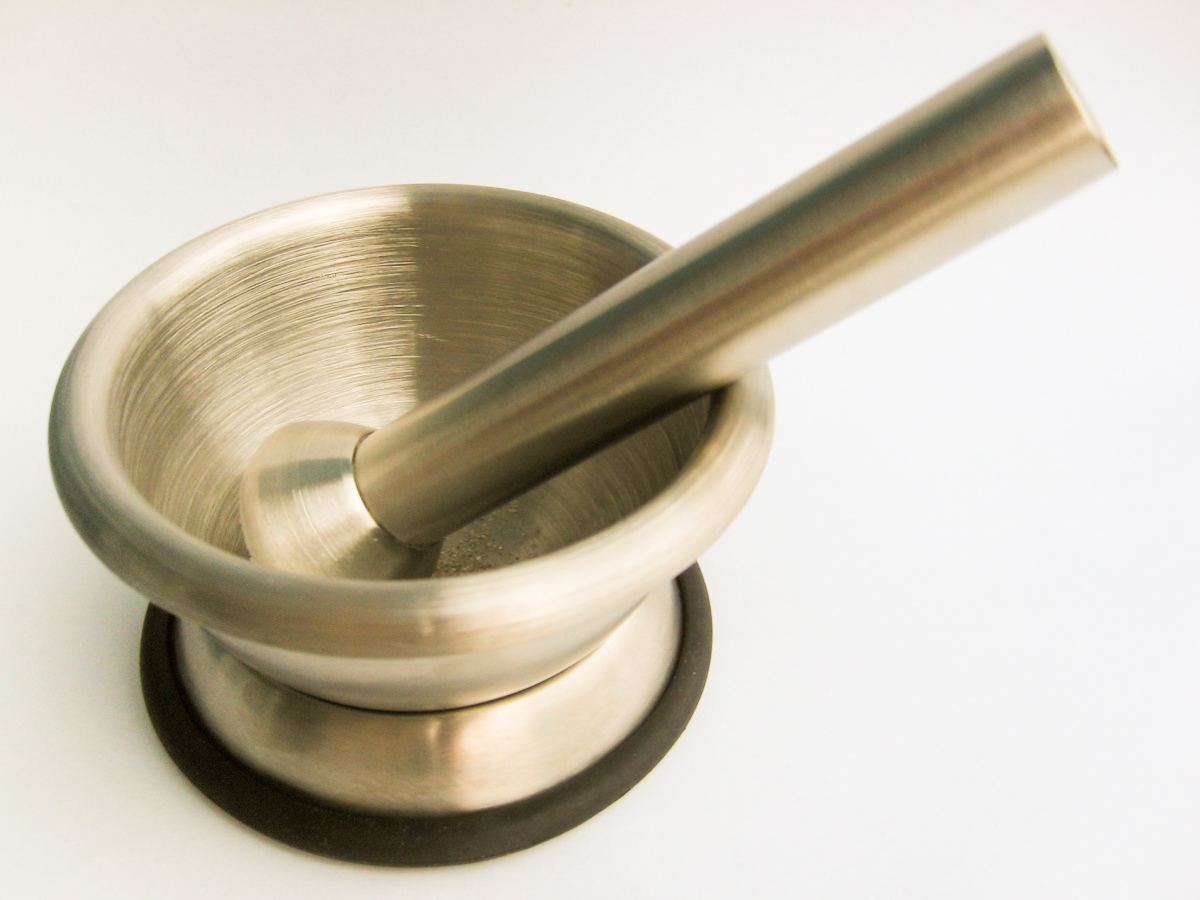
En mortel och mortelstöt i stål.

Mortel, en kraftig skål, ofta gjord i marmor, trä eller gjutjärn. I denna skål stöter man sönder till exempel kryddor eller medikamenter med hjälp av en mortelstöt (även kallad pistill), oftast gjord i samma material som skålen.
En mortel används i köket, men även i industri och i laborationsförsök och av målare som med hjälp av morteln blandar och stöter eller river olika färgpigment.
Ordet mortel kommer ytterst från latinets mortarium som betyder "spann för murbruk". Ordet är känt i svenska språket sedan äldre fornsvensk tid.